# Brandon Paulson
Brandon Paulson, född den 22 oktober 1973 i Coon Rapids, Minnesota, är en amerikansk före detta brottare som tog OS-silver i flugviktsbrottning i den grekisk-romerska klassen 1996 i Atlanta. 